# Eclipse Common Lisp
Eclipse Common Lisp は米Elwood CorporationによるCommon Lispの実装である。  
1997年に最初のリリースがされた。主要開発者は、Howard Stearns のみである。  
オブジェクトシステムが後付けではなく、処理系の中核を成しているなど、ANSI Common Lisp規格成立後に製作された処理系らしい特色を持ち、オブジェクトシステムはMOPもサポートしている。  
また、Common LispからCへのトランスレータ系の処理系として、Cとの相互運用性の高さも特徴であり、Cへのトランスレータに加え、単体の実行ファイルを生成することや、CからCommon Lispを呼び出すことも可能な構成となっている。  
2015年に処理系のソースがオープンソースとして公開された。

## 特徴
- 3つの利用形態
  - Lispトップレベル(REPL)
  - CのライブラリとしてCommon Lispを利用可能
  - compile-file関数がCソースを生成し、loadはCのライブラリを読み込み可能(eclipseユーティリティを利用)
- Unicodeサポート(UCS-4、UTF-32相当)

## 言語仕様
- ANSI Common Lisp規格準拠
- CLOS MOPをサポート

## 製品リリース年表
- 1997-08-28 Eclipse Common Lisp 1.0[2]
- 1998-06-04 Eclipse Common Lisp 1.1[3]

## 参照
- Elwood Eclipse Common Lisp Product Documentation Release 1.1[4]